# Frans Van Cauwelaert de Wyels
Frans Van Cauwelaert de Wyels (Onze-Lieve-Vrouw-Lombeek, 29 augustus 1939 – Kortrijk, 4 oktober 1991) was hoogleraar aan de Katholieke Universiteit Leuven en korte tijd campusrector van de Kortrijkse KULAK universiteit.

## Familie
Frans Van Cauwelaert de Wyels, behoorde tot de familie Van Cauwelaert uit Oost-Vlaanderen en Vlaams Brabant. Zijn grootvader, Hendrik Van Cauwelaert (1877-1927), was de broer van minister van Staat Frans Van Cauwelaert (1880-1961) en van de dichter en romancier August Van Cauwelaert (1885-1945).

## Levensloop
Frans Van Cauwelaert de Wyels behaalde zijn diploma's van ingenieur in de scheikunde en landbouwindustrieën (1962) en doctor in de landbouwwetenschappen (1966) aan de Katholieke Universiteit Leuven.
Hij werd hoogleraar aan deze universiteit, meer bepaald verbonden aan de Campus Kortrijk. Na het bijna twintigjarige campusrectoraat van Mgr. Guido Maertens werd hij tot zijn opvolger verkozen. Hij nam die functie op 4 oktober 1991 op bij de opening van het academisch jaar van de KULAK. In de loop van de namiddag kreeg hij een hartaanval waaraan hij nog diezelfde dag overleed.
Hij was getrouwd in 1964 met Mia Bafort (1939-2018) en ze hadden twee dochters en een zoon.
Hij was ook voorzitter van de Familievereniging Van Cauwelaert.

## Publicaties
- Frans VAN CAUWELAERT DE WYELS (voorwoord), De familie Van Cauwelaert, 1990